# Aglaochitra rex
Aglaochitra rex är en spindeldjursart som beskrevs av Chamberlin 1952. Aglaochitra rex ingår i släktet Aglaochitra och familjen spinnklokrypare. Inga underarter finns listade i Catalogue of Life.